# Kneževići (Bośnia i Hercegowina)
Kneževići (cyr. Кнежевићи) – wieś w Bośni i Hercegowinie, w Republice Serbskiej, w gminie Šipovo. W 2013 roku liczyła 7 mieszkańców.